# Charles S. Fairchild
Charles Stebbins Fairchild, född 30 april 1842, död 24 november 1924, var en amerikansk jurist och politiker.
Han föddes i Cazenovia, New York som son till Sidney och Helen Fairchild. Han avlade 1863 sin grundexamen vid Harvard College och 1865 juristexamen vid Harvard Law School. Han gifte sig 1871 med Helen Lincklaen. Han var verksam som advokat i advokatbyrån Hand, Hale, Swartz & Fairchild.
Han tjänstgjorde som biträdande finansminister 1885-1887. Han fick ofta representera finansministern Daniel Manning på grund av dennes dåliga hälsa. Han efterträdde Manning som finansminister och var i ämbetet till slutet av Grover Clevelands första mandatperiod som USA:s president. När han tillträdde som finansminister hade han att hantera ett stort överskott i statsfinanserna till följd av höga skatter och tullintäkter. Fairchild föreslog att kongressen skulle sänka skatterna och att finansdepartementet skulle få tillstånd att göra insättningar på konton i affärsbanken, vilket dittills inte varit tillåtet enligt lag.
Fairchild var verkställande direktör för New York Security and Trust Company 1889-1904.
Hans grav finns på Evergreen Cemetery i Cazenovia.